# Dekanat Wiskitki
Dekanat Wiskitki – jeden z 21 dekanatów diecezji łowickiej. 
W skład dekanatu wchodzą następujące parafie:
- Parafia św. Józefa Oblubieńca Najświętszej Maryi Panny w Baranowie
- Parafia św. Feliksa de Valois w Guzowie
- Parafia Chrystusa Dobrego Pasterza w Jesionce
- Parafia Nawiedzenia Najświętszej Maryi Panny w Miedniewicach
- Parafia św. Michała Archanioła w Puszczy Mariańskiej
- Parafia św. Antoniego z Padwy w Radziwiłłowie
- Parafia Wniebowzięcia Najświętszej Maryi Panny w Szymanowie
- Parafia Wszystkich Świętych i św. Stanisława w Wiskitkach

Dziekan dekanatu Wiskitki
- ks. kan. dr  Witold Okrasa – proboszcz w parafii Wszystkich Świętych i św. Stanisława w Wiskitkach

Wicedziekan
- ks. Robert Sierpniak – proboszcz w parafii Wniebowzięcia Najświętszej Maryi Panny w Szymanowie

Ojciec duchowny
- ks. Artur Traczewski CR - proboszcz w parafii św. Antoniego z Padwy w Radziwiłłowie